# Svět miniatur Miniuni

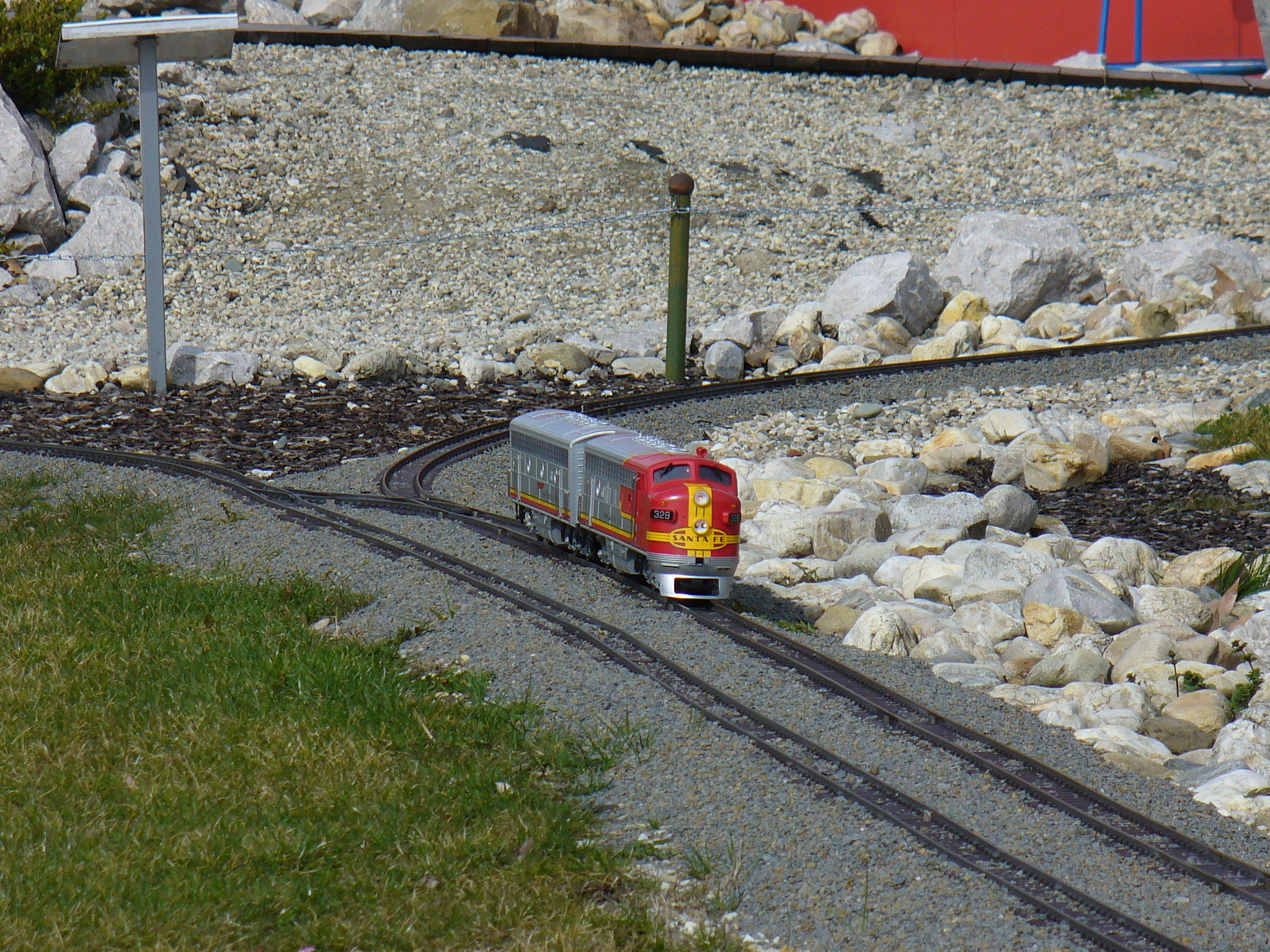
Modely vláčků, které křižují výstavu

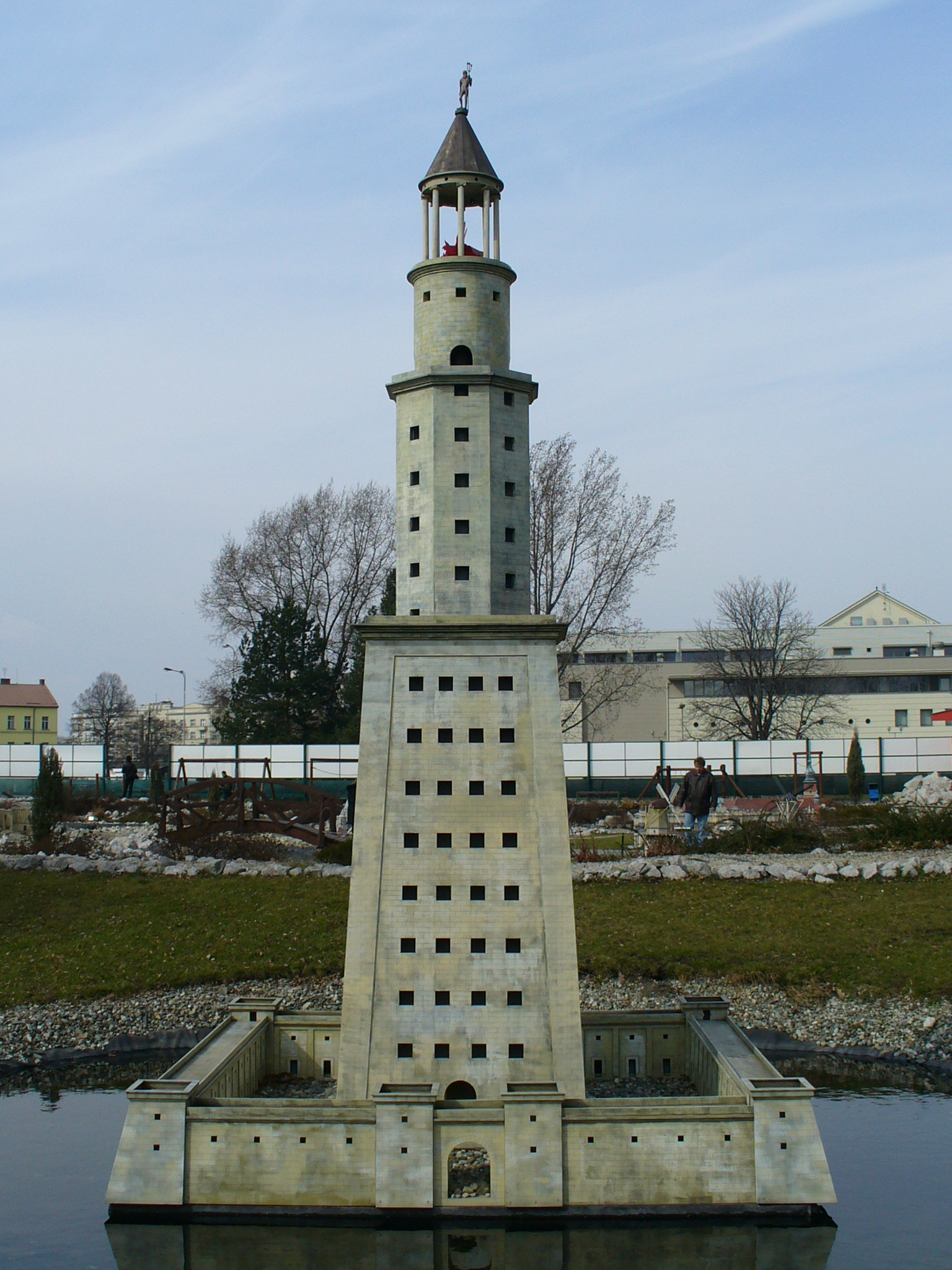
Maják na ostrově Faru v Miniuni

Svět miniatur Miniuni byl muzejní areál o rozloze 1,5 ha na výstavišti Černá Louka v Ostravě. Miniuni vzniklo v roce 2004, o rok později převzalo svět miniatur město. V areálu se nacházelo více než 30 modelů známých budov (počet se každý rok měnil) evropských měst v měřítku 1:25. Hlavní expozice byla doplněna o výstavu modelů sedmi divů starověkého světa a výstavu modelů katedrál v měřítku 1:2000. Areál byl v roce 2020 zlikvidován.

## Stavby
- Eiffelova věž
- Big Ben
- Brandenburská brána
- Staroměstská radnice
- Nádraží Ostrava-střed
- Stockholmská radnice
- Šikmá věž v Pise
- Casa El Capricho
- Ještěd
- Rybářská bašta
- Radnice z Finska
- Rhódský kolos
- Pyramida
- Visuté zahrady Semiramidiny
- Feidiův Zeus v Olympii
- Artemidin chrám v Efesu
- Mauzoleum v Halikarnassu
- Maják na ostrově Faru